# Fonds Grandidier

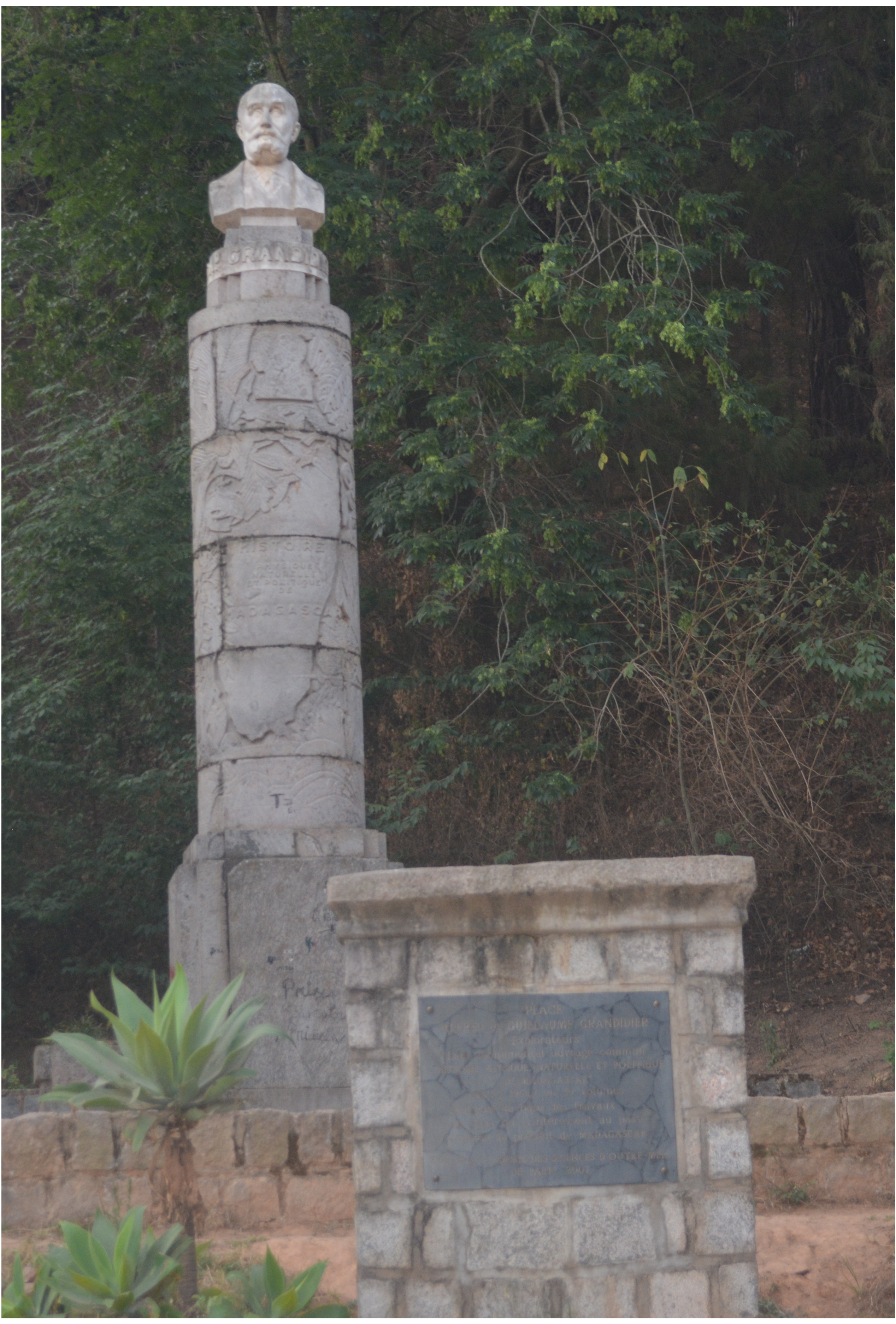
Édifice érigé à la mémoire d'Alfred et Guillaume Grandidier à l'intérieur du Parc botanique et zoologique de Tsimbazaza, Antananarivo, Madagascar

Le Fonds Grandidier est le nom donné par l'Académie Malgache à la bibliothèque personnelle d'Alfred Grandidier et de son fils Guillaume Grandidier, dont la majeure partie a été léguée à l'Institut de recherche scientifique de Madagascar qui était une filiale de l'Institut de recherche scientifique coloniale (ORSC) devenu par la suite l'Office de la recherche scientifique et technique outre-mer (ORSTOM) vers 1960, et ensuite remis à l'État Malagasy en 1974.

## Description
D'après une étude publiée par deux chercheurs dans la revue scientifique Taloha, d'autres documents de la même bibliothèque se trouvent dans d'autres pays,
Le Fonds Grandidier est considéré comme un patrimoine national par son contenu et par son ancienneté. En effet, le Fonds Grandidier comprend des documents rares, des cartes et des photographies datant de la fin du XVIe siècle jusqu'à la veille de l'indépendance de Madagascar.
Environ 80 % de la bibliothèque Grandidier est détenue par le Centre de documentation du Parc botanique et zoologique de Tsimbazaza qui en assure la gestion, le reste par la Bibliothèque universitaire d'Antananarivo.

## Contenus du fonds documentaire
La bibliothèque Grandidier contient des documents textes (articles, livres, rapports, récits de voyage, documents manuscrits et des collections de périodique), des photographies et des cartes anciennes de Madagascar et de ses régions.
Les documents concernent des domaines variés tels que les sciences sociales, sciences de la vie, sciences agricoles, sciences de la terre, sciences médicales, sciences technologiques, science de l'environnement et de la mer, ainsi que les mathématiques, physique et chimie.
On y retrouve des documents historiques et culturels rares comme Tantara ny Andriana eto Madagasikara (en) ( « Histoire des souverains de Madagascar ») de Callet, 1881 et Tantara sy fomban-drazana (« Histoire, us et coutumes ») de Rainandriamampandry, 1896, ainsi qu'une Collection des ouvrages anciens concernant Madagascar, en neuf volumes, dirigée par Alfred Grandidier lui-même,. Ce dernier consiste en un recueil de textes et de documents concernant Madagascar. Rédigés ou simplement recueillis par des européens, ils ont été parfois annotés, et éventuellement traduits par Alfred Grandidier et ses collaborateurs.

## Bibliothèque numérique
Avec le soutien de l'Agence universitaire de la Francophonie, le fonds Grandidier a fait l'objet d'un projet de numérisation et de valorisation, lequel a donné naissance à une bibliothèque numérique. La numérisation a commencé par la constitution d'une base de données bibliographique suivant une norme standard. Les documents ont été ensuite numérisés et publiés sur le portail Fonds Grandidier. La base de données comprend plus de 17 000 références bibliographiques. Par la suite, plus de 30 000 fichiers incluant des textes et des photos ont été numérisés,.
La mise en place de la bibliothèque numérique répond d'une part au souci de protéger les contenus. D'autre part, elle vise à communiquer sur l'existence de ces documents aux chercheurs. En effet, malgré les citations dans de nombreux travaux de recherche, l'existence de la bibliothèque Grandidier est peu connue par les chercheurs des domaines concernés.